# Воркута (муниципальный округ)
Воркута́ — муниципальное образование со статусом муниципального округа (в 2005―2023 гг. — городского округа) в составе Республики Коми Российской Федерации.
Округ сформирован в границах административно-территориального образования город республиканского значения Воркута с подчинённой ему территорией.
Административный центр — город Воркута.
Муниципальное образование отнесено к районам Крайнего Севера

## География
Территория расположена на северо-востоке Республики Коми, в Большеземельской тундре на месте разведанных запасов каменного угля, к западу от отрогов Полярного Урала.
Граничит с муниципальным округом Инта на юго-западе, с Заполярным районом Ненецкого автономного округа Архангельской области на северо-западе и севере, а также с Ямало-Ненецким автономным округом Тюменской области на востоке и юге.

## История
В октябре 1940 года из Ненецкого национального округа Архангельской области юго-восточная часть Большеземельского района с новообразованным рабочим посёлком Воркута была передана в новосозданный Кожвинский район Коми АССР.
26 ноября 1943 года рабочий поселок Воркута Кожвинского района Коми АССР был преобразован в город республиканского подчинения, в связи с чем он был выведен из состава района.
По состоянию на 1 января 1947 года Воркутинскому горсовету подчинялись два посёлка городского типа: Октябрьский и Горняцкий
12 ноября 1953 года в новообразованный Интинский район были переданы рабочие посёлки Елецкий, Хановей и поселковый совет Усть-Воркута, подчинённые Воркутинскому городскому совету. Указом Президиума Верховного Совета Коми АССР от 16 октября 1957 года Елецкий, Усть-Воркутинский и Хановейский поселковые советы были вновь переподчинены Воркутинскому городскому совету.
В 1959 году рабочие посёлки Хальмер-Ю и Цементнозаводский с прилегающей к ним территорией залегания пласта Воргашорского, Сырьягинского и Хальмер-Юского угольных месторождений были переданы из Большеземельского района Ненецкого национального округа Архангельской области в подчинение Воркутинскому горсовету Коми АССР.
По состоянию на январь 1965 года Воркутинскому горсовету были подчинены следующие посёлки городского типа (в скобках год статуса пгт): Ворга-Шор (1964), Горняцкий (1964), Елецкий (1949), Заполярный (1956), Комсомольский (1949), Мульда (1954), Октябрьский (1946), Промышленный (1956), Северный (1954), Советский (1964), Хальмер-Ю (1954), Хановей (1949) и Цементнозаводский (1957).
После 1965 года из Интинского горсовета Воркутинскому горсовету был переподчинён пгт Сивомаскинский (1957 год статуса пгт, преобразованного в сельский посёлок в 1993 году).
Рабочий посёлок Хановей в 1966 году был преобразован в сельский посёлок, а пгт Горняцкий в 1969 году был включён в городскую черту Воркуты. Посёлок городского типа Хальмер-Ю (подчинявшийся Горняцкому райсовету Воркуты) был упразднён в 1996 году, превратившись в зону военного полигона. В 2002 году пгт Цементнозаводский был включён в черту пгт Северный, а пгт Советский ― в городскую черту Воркуты.
В рамках организации местного самоуправления на территории, подчинённой Воркуте, Законом Республики Коми от 5 марта 2005 года был образован городской округ Воркута. Устав МО ГО «Воркута» был принят на заседании Совета муниципального образования «Город Воркута» решением от 27 февраля 2006 года № 292.
В рамках  административно-территориального устройства, Законом Республики Коми от 6 марта 2006 года было создано административно-территориальное образование город республиканского значения Воркута с подчинённой ему территорией.

Развёрнутая панорама Хальмер-Ю в августе 2011 года. Вид с центральной площади на три улицы

17 августа 2005 года в ходе учений стратегической авиации бомбардировщик Ту-160, на борту которого находился президент РФ В. В. Путин, произвёл запуск трёх ракет по зданию бывшего Дома культуры посёлка Хальмер-Ю (полигон Пембой).
Распоряжением Правительства РФ от 29 июля 2014 года № 1398-р «Об утверждении перечня моногородов» муниципальное образование включено в категорию «Монопрофильные муниципальные образования Российской Федерации (моногорода) со стабильной социально-экономической ситуацией».
В 2016 году после взрыва на шахте «Северная» олигарха Мордашова погибли 31 забойщик и 5 спасателей.
Законом от 30 декабря 2023 года городской округ к 1 января 2024 года был преобразован в муниципальный округ.

## Население
| 1959    | 1970     | 1979     | 1989     | 2002     | 2009     | 2010    |
| ------- | -------- | -------- | -------- | -------- | -------- | ------- |
| 175 857 | ↗184 945 | ↗194 823 | ↗216 176 | ↘134 172 | ↘113 396 | ↘95 854 |
| 2011    | 2012     | 2013     | 2014     | 2015     | 2016     | 2017    |
| ↘95 186 | ↘91 400  | ↘88 026  | ↘84 707  | ↘82 953  | ↘81 442  | ↘80 061 |
| 2018    | 2019     | 2020     | 2021     | 2024     | 2025     |         |
| ↘77 314 | ↘74 756  | ↘73 123  | ↘68 425  | ↘67 547  | ↘66 860  |         |

Согласно прогнозу Минэкономразвития России, численность населения будет составлять:
- 2024 — 72,59 тыс. чел.
- 2035 — 63,27 тыс. чел.

### Национальный состав
По переписи 2010 года: 
- Всего — 95854 чел.
- русские — 63739 чел. (77,7 %)
- украинцы — 6523 чел. (7,9 %)
- татары — 2382 чел. (2,9 %)
- коми — 1401 чел. (1,7 %)
- белорусы — 1259 чел. (1,5 %)
- чуваши — 934 чел. (1,1 %)
- азербайджанцы — 815 чел. (1,0 %)
- киргизы — 646 чел. (0,8 %)
- немцы — 645 чел. (0,8 %)
- марийцы — 644 чел. (0,8 %)
- башкиры — 383 чел. (0,5 %)
- ненцы] — 332 чел. (0,4 %)
- указавшие национальность — 82071 чел. (100,0 %).

По итогам переписи населения 2020 года проживали следующие национальности (национальности менее 0,1 % и другое, см. в сноске к строке «Другие»):
| Национальность | Численность, чел. | Доля     |
| -------------- | ----------------- | -------- |
| Русские        | 32 879            | 48,05 %  |
| Украинцы       | 1703              | 2,49 %   |
| Киргизы        | 974               | 1,42 %   |
| Татары         | 666               | 0,97 %   |
| Коми           | 543               | 0,79 %   |
| Азербайджанцы  | 442               | 0,65 %   |
| Белорусы       | 248               | 0,36 %   |
| Чуваши         | 234               | 0,34 %   |
| Марийцы        | 218               | 0,32 %   |
| Немцы          | 161               | 0,24 %   |
| Башкиры        | 132               | 0,19 %   |
| Ненцы          | 115               | 0,17 %   |
| Узбеки         | 111               | 0,16 %   |
| Молдаване      | 110               | 0,16 %   |
| Лезгины        | 102               | 0,15 %   |
| Другие         | 29 787            | 43,54 %  |
| Итого          | 68 425            | 100,00 % |

### Урбанизация
Городское население (город Воркута, пгт  Воргашор, Елецкий, Заполярный, Комсомольский, Мульда, Октябрьский, Промышленный, Северный) составляет 99,69 % от всего населения округа.

## Населённые пункты
В состав административно-территориального и муниципального образования входят 16 населённых пунктов:
| №  | Населённый пункт | Тип     | Население |
| -- | ---------------- | ------- | --------- |
| 1  | Воркута          | город   | ↘55 702   |
| 2  | Воргашор         | пгт     | ↘6375     |
| 3  | Елец             | деревня | ↘7        |
| 4  | Елецкий          | пгт     | ↘295      |
| 5  | Заполярный       | пгт     | ↘460      |
| 6  | Комсомольский    | пгт     | →128      |
| 7  | Мескашор         | посёлок | ↘54       |
| 8  | Мульда           | пгт     | ↘11       |
| 9  | Никита           | деревня | 0         |
| 10 | Октябрьский      | пгт     | →0        |
| 11 | Промышленный     | пгт     | →0        |
| 12 | Северный         | пгт     | ↗3680     |
| 13 | Сейда            | посёлок | ↘23       |
| 14 | Сивомаскинский   | посёлок | ↘525      |
| 15 | Хановей          | посёлок | ↘4        |
| 16 | Юршор            | посёлок | 0         |

### Упразднённые населённые пункты
- пгт Советский (преобразован в микрорайон Воркуты)[46] — 2540 чел. (2002)
- пгт Цементнозаводской (преобразован в микрорайон Воркуты) — 2246 чел. (2002)[47].
- Рудник
- Хальмер-Ю
- Строительный
- Южный (ранее Тундровый)
- Монтажный
- Заречный
- Тыю

## Административно-территориальное устройство
Административно-территориальное устройство, статус и границы города республиканского значения Воркуты с подчиненной ему территорией установлены Законом Республики Коми от 6 марта 2006 года № 13-РЗ «Об административно-территориальном устройстве Республики Коми» Административно-территориальное образование включает 6 административных территорий:
| № | Административная территория                                         | Административный центр | Населённые пункты                                        | Количество населённых пунктов |
| - | ------------------------------------------------------------------- | ---------------------- | -------------------------------------------------------- | ----------------------------- |
| 1 | город республиканского значения Воркута с прилегающей территорией   | город Воркута          | город Воркута                                            | 1                             |
| 2 | посёлок городского типа Воргашор с подчиненной ему территорией      | пгт Воргашор           | пгт Воргашор, пгт Промышленный, пст Юршор                | 3                             |
| 3 | посёлок городского типа Елецкий с подчиненной ему территорией       | пгт Елецкий            | пгт Елецкий, д. Елец, д. Никита                          | 3                             |
| 4 | посёлок городского типа Комсомольский с подчиненной ему территорией | пгт Комсомольский      | пгт Комсомольский, пгт Заполярный, пгт Мульда            | 3                             |
| 5 | посёлок городского типа Северный с подчиненной ему территорией      | пгт Северный           | пгт Северный, Октябрьский                                | 2                             |
| 6 | посёлок сельского типа Сивомаскинский с подчиненной ему территорией | пст Сивомаскинский     | пст Сивомаскинский, пст Мескашор, пст Сейда, пст Хановей | 4                             |